# Aumatal
Das Naturschutzgebiet Aumatal liegt im Landkreis Greiz in Thüringen. Es erstreckt sich nordöstlich von Rohna, einem Ortsteil von Harth-Pöllnitz, entlang der Auma.

## Bedeutung
Das  134,6 ha große Gebiet mit der NSG-Nr. 382 wurde im Jahr 1996 unter Naturschutz gestellt.